# LøkkeFonden
LøkkeFonden er en dansk fond, som blev stiftet i marts 2012 af Lars Løkke Rasmussen (på daværende tidspunkt fhv. statsminister) samt erhvervslederne Lars Kolind og Allan Søgaard Larsen, som tilsammen også udgjorde den oprindelige bestyrelse.
Fonden, der er uafhængig af partiet Venstre, skal som pilotprojekt til sommer 2012 afholde Drenge Akademiet, som sætter fokus på at støtte utilpassede drenge. Fonden  har som ambition hvert år at hjælpe 100 drenge, der med Løkke Rasmussens ord er "på vej ned ad slisken". Akademiet indledes med en tre uger lang sommerlejr for 25 udvalgte folkeskoledrenge i 8. klasse med et betydeligt fagligt efterslæb og vil blive fulgt op af intensive weekendforløb til og med sommeren 2013. Alle 25 drenge har fået eller får i dag specialundervisning. Undervisningen i campen har vist at løfte eleverne læse- og matematikfærdigheder med over to læringsår, og stavefærdigheder med lidt over et år, en påstand DR Detektor tilbageviste. En professor i statistik kaldte desuden fondens brug af resultater for uvidenskabelig, og fonden blev kaldt for "pædagogisk bedrag" idet deres "påståede progression på flere år [var] et fatamorgana" i et debatindlæg i Point of View International.
LøkkeFonden har indgået aftale med Nicolai Moltke-Leth og Svend Erik Schmidt, der vil fungere som konsulenter. Desuden bidrager Susanne Aabrandt, direktør ved Dansk Læsestil Institut og ekspert i læsestile, samt Kirsten Gibson, stifter af Waves Education.
I efteråret 2014 blev Drenge Akademiet anklaget for at diskriminere piger.